# Seznam dílů českého seriálu Zoo
Toto je seznam dílů seriálu Zoo. Český televizní seriál Zoo se vysílá od 13. ledna 2022 na TV stanici Prima.

## Přehled řad
| Řada | Díly | Premiéra v ČR  | Premiéra v ČR   |
| Řada | Díly | První díl      | Poslední díl    |
| ---- | ---- | -------------- | --------------- |
| 1    | 43   | 13. ledna 2022 | 30. června 2022 |
| 2    | 83   | 30. srpna 2022 | 29. června 2023 |
| 3    | 82   | 29. srpna 2023 | 13. června 2024 |
| 4    | 16   | 27. srpna 2024 | 17. října 2024  |

## Seznam dílů

### První řada (2022)
| Č. v seriálu | Č. v řadě | Původní název               | Režie              | Scénář         | Datum premiéry  | Sledovanost (v mil.) |
| ------------ | --------- | --------------------------- | ------------------ | -------------- | --------------- | -------------------- |
| 1            | 1         | Cesta do L.A.               | Libor Kodad        | René Decastelo | 13. ledna 2022  | 1,332                |
| 2            | 2         | Omluva                      | Libor Kodad        | Jaroslav Sauer | 20. ledna 2022  | 1,292                |
| 3            | 3         | Vůně hnoje                  | Libor Kodad        | René Decastelo | 27. ledna 2022  | 1,265                |
| 4            | 4         | Hledá se milenka            | Libor Kodad        | Jaroslav Sauer | 3. února 2022   | 1,177                |
| 5            | 5         | Skleněný zvěřinec           | Libor Kodad        | René Decastelo | 10. února 2022  | 1,163                |
| 6            | 6         | Zázrak zrození              | Libor Kodad        | Jaroslav Sauer | 17. února 2022  | 1,163                |
| 7            | 7         | Náprava mužů                | Libor Kodad        | René Decastelo | 24. února 2022  | 1,136                |
| 8            | 8         | Jak zachránit žirafy        | Libor Kodad        | Jaroslav Sauer | 1. března 2022  | 1,068                |
| 9            | 9         | Čudlovo odhalení            | Jiří Chlumský      | René Decastelo | 3. března 2022  | 1,125                |
| 10           | 10        | Peníze dělají člověka       | Jiří Chlumský      | Jaroslav Sauer | 8. března 2022  | 1,208                |
| 11           | 11        | Chudoba cti netratí         | Jiří Chlumský      | René Decastelo | 10. března 2022 | 1,122                |
| 12           | 12        | Mít sestru se hodí          | Jiří Chlumský      | Jaroslav Sauer | 15. března 2022 | 1,200                |
| 13           | 13        | První polibek               | Jiří Chlumský      | René Decastelo | 17. března 2022 | 1,149                |
| 14           | 14        | City a investice            | Jiří Chlumský      | Jaroslav Sauer | 22. března 2022 | 1,181                |
| 15           | 15        | Dobrodružství v lesích      | Jiří Chlumský      | René Decastelo | 24. března 2022 | 1,121                |
| 16           | 16        | Zachraňte Haďáka            | Jiří Chlumský      | Jaroslav Sauer | 29. března 2022 | 1,249                |
| 17           | 17        | Bulíku, nebreč!             | Libor Kodad        | René Decastelo | 31. března 2022 | 1,135                |
| 18           | 18        | Trable s dárkem             | Libor Kodad        | Jaroslav Sauer | 5. dubna 2022   | 1,291                |
| 19           | 19        | Náhradní otec               | Libor Kodad        | René Decastelo | 7. dubna 2022   | 1,113                |
| 20           | 20        | Past na Viky                | Libor Kodad        | Jaroslav Sauer | 12. dubna 2022  | 1,200                |
| 21           | 21        | Ona ví, že já vím!          | Jaromír Polišenský | René Decastelo | 14. dubna 2022  | 1,080                |
| 22           | 22        | O nevěře se nemluví         | Jaromír Polišenský | Jaroslav Sauer | 19. dubna 2022  | 1,268                |
| 23           | 23        | Alex je lepší Viky          | Jaromír Polišenský | René Decastelo | 21. dubna 2022  | 1,111                |
| 24           | 24        | Svatební pochyby            | Jaromír Polišenský | Jaroslav Sauer | 26. dubna 2022  | 1,215                |
| 25           | 25        | Holka z děcáku              | Jaromír Polišenský | René Decastelo | 28. dubna 2022  | 1,091                |
| 26           | 26        | Detektiv                    | Jaromír Polišenský | Jaroslav Sauer | 3. května 2022  | 1,226                |
| 27           | 27        | První pusa je nejsladší     | Libor Kodad        | René Decastelo | 5. května 2022  | 1,181                |
| 28           | 28        | Klub zlomených srdcí        | Libor Kodad        | Jaroslav Sauer | 10. května 2022 | 1,250                |
| 29           | 29        | Láska prochází žaludkem     | Libor Kodad        | René Decastelo | 12. května 2022 | 1,224                |
| 30           | 30        | Duet                        | Libor Kodad        | Jaroslav Sauer | 17. května 2022 | 1,160                |
| 31           | 31        | Jedno líbání nic neznamená  | Libor Kodad        | René Decastelo | 19. května 2022 | 1,025                |
| 32           | 32        | Nebezpečné SMS              | Libor Kodad        | Jaroslav Sauer | 24. května 2022 | 1,090                |
| 33           | 33        | Pokažená pověst             | Libor Kodad        | René Decastelo | 26. května 2022 | 1,111                |
| 34           | 34        | Zpátky do Ameriky           | Libor Kodad        | Jaroslav Sauer | 31. května 2022 | 1,139                |
| 35           | 35        | Nechci s ním mluvit!        | Jaromír Polišenský | David Holý     | 3. června 2022  | 1,101                |
| 36           | 36        | Je to láska, není to láska? | Jaromír Polišenský | Jaroslav Sauer | 7. června 2022  | 1,222                |
| 37           | 37        | Nešťastně zamilovaná        | Jaromír Polišenský | Iva Klestilová | 9. června 2022  | 1,176                |
| 38           | 38        | Nejtěžší rozhodnutí         | Jaromír Polišenský | Jaroslav Sauer | 14. června 2022 | 1,172                |
| 39           | 39        | Nesprávní nápadníci         | Jaromír Polišenský | René Decastelo | 16. června 2022 | 1,162                |
| 40           | 40        | Lhát či nelhat, toť otázka  | Jaromír Polišenský | Jaroslav Sauer | 21. června 2022 | 1,181                |
| 41           | 41        | Peklo jménem Sidonie        | Jaromír Polišenský | René Decastelo | 23. června 2022 | 1,078                |
| 42           | 42        | Dárek na rozloučenou        | Jaromír Polišenský | Jaroslav Sauer | 28. června 2022 | 1,168                |
| 43           | 43        | Někdo musí z kola ven       | Lukáš Buchar       | René Decastelo | 30. června 2022 | 1,157                |

### Druhá řada (2022–2023)
| Č. v seriálu | Č. v řadě | Původní název                 | Režie         | Scénář         | Datum premiéry     | Sledovanost (v mil.) |
| ------------ | --------- | ----------------------------- | ------------- | -------------- | ------------------ | -------------------- |
| 44           | 1         | Svatba s překvapením          | Lukáš Buchar  | Jaroslav Sauer | 30. srpna 2022     | 1,045                |
| 45           | 2         | Sbalím si ho sama             | Lukáš Buchar  | René Decastelo | 1. září 2022       | 1,110                |
| 46           | 3         | Příliš mnoho papoušků         | Lukáš Buchar  | Jaroslav Sauer | 6. září 2022       | 1,126                |
| 47           | 4         | Konec jedné éry               | Lukáš Buchar  | René Decastelo | 8. září 2022       | 1,039                |
| 48           | 5         | Trable s ex                   | Lukáš Buchar  | Jaroslav Sauer | 13. září 2022      | 1,129                |
| 49           | 6         | Viky není vhodná manželka     | Lukáš Buchar  | René Decastelo | 15. září 2022      | 1,090                |
| 50           | 7         | Nečekané rande                | Lukáš Buchar  | Jaroslav Sauer | 20. září 2022      | 1,209                |
| 51           | 8         | Nový ředitel                  | Lukáš Buchar  | René Decastelo | 22. září 2022      | 1,108                |
| 52           | 9         | Odhalené tajemství            | Lukáš Buchar  | Jaroslav Sauer | 27. září 2022      | 1,131                |
| 53           | 10        | Svádění soudce                | Lukáš Buchar  | René Decastelo | 29. září 2022      | 1,203                |
| 54           | 11        | Vím, že na mě pořád myslíš    | Lukáš Buchar  | Jaroslav Sauer | 4. října 2022      | 1,242                |
| 55           | 12        | Odstraňte Anču                | Lukáš Buchar  | René Decastelo | 6. října 2022      | 1,146                |
| 56           | 13        | Až na krev                    | Lukáš Buchar  | Jaroslav Sauer | 11. října 2022     | 1,219                |
| 57           | 14        | Musíme ji zabít               | Jana Rezková  | René Decastelo | 13. října 2022     | 1,231                |
| 58           | 15        | Rozchod                       | Jana Rezková  | Jaroslav Sauer | 18. října 2022     | 1,190                |
| 59           | 16        | Já mám sestru?                | Jana Rezková  | René Decastelo | 20. října 2022     | 1,225                |
| 60           | 17        | Ztracená naděje               | Jana Rezková  | Jaroslav Sauer | 25. října 2022     | 1,177                |
| 61           | 18        | Dvojče si nevymýšlej          | Jana Rezková  | René Decastelo | 27. října 2022     | 1,203                |
| 62           | 19        | V zajetí strachu              | Jana Rezková  | Jaroslav Sauer | 1. listopadu 2022  | 1,222                |
| 63           | 20        | Sejměte Haďáka                | Jana Rezková  | René Decastelo | 3. listopadu 2022  | 1,194                |
| 64           | 21        | Osudová otázka                | Jana Rezková  | Jaroslav Sauer | 8. listopadu 2022  | 1,197                |
| 65           | 22        | Ať žije lady Y                | Libor Kodad   | René Decastelo | 10. listopadu 2022 | 1,123                |
| 66           | 23        | V africkém stylu              | Libor Kodad   | Jaroslav Sauer | 15. listopadu 2022 | 1,226                |
| 67           | 24        | Albertovi se nedaří           | Libor Kodad   | René Decastelo | 17. listopadu 2022 | 1,190                |
| 68           | 25        | Velký test                    | Libor Kodad   | Jaroslav Sauer | 22. listopadu 2022 | 1,138                |
| 69           | 26        | Hurá do Amazonie!             | Libor Kodad   | René Decastelo | 24. listopadu 2022 | 1,074                |
| 70           | 27        | Nejdůležitější člověk         | Libor Kodad   | Jaroslav Sauer | 29. listopadu 2022 | 1,185                |
| 71           | 28        | Změna taktiky                 | Libor Kodad   | René Decastelo | 1. prosince 2022   | 1,093                |
| 72           | 29        | Život je jen náhoda           | Libor Kodad   | Jaroslav Sauer | 6. prosince 2022   | 1,082                |
| 73           | 30        | Nová ZOO?                     | Libor Kodad   | René Decastelo | 8. prosince 2022   | 1,148                |
| 74           | 31        | Bez rodičů                    | Libor Kodad   | Jaroslav Sauer | 13. prosince 2022  | 1,119                |
| 75           | 32        | Nikam se neletí               | Jiří Chlumský | René Decastelo | 15. prosince 2022  | 1,063                |
| 76           | 33        | Láska na dálku                | Jiří Chlumský | Jaroslav Sauer | 3. ledna 2023      | 0,973                |
| 77           | 34        | Tohle je tvoje dcera          | Jiří Chlumský | René Decastelo | 5. ledna 2023      | 1,061                |
| 78           | 35        | Jak bolí zrada                | Jiří Chlumský | Jaroslav Sauer | 10. ledna 2023     | 1,045                |
| 79           | 36        | Exmanželka na scéně           | Jiří Chlumský | René Decastelo | 12. ledna 2023     | 0,817                |
| 80           | 37        | V nouzi poznáš přítele        | Jiří Chlumský | Jaroslav Sauer | 17. ledna 2023     | 1,059                |
| 81           | 38        | Beránka vlkům                 | Libor Kodad   | René Decastelo | 19. ledna 2023     | 1,096                |
| 82           | 39        | Poslední kapka                | Libor Kodad   | Jaroslav Sauer | 24. ledna 2023     | 1,038                |
| 83           | 40        | Sestru nezradím               | Libor Kodad   | René Decastelo | 26. ledna 2023     | 0,948                |
| 84           | 41        | Vědecká metoda                | Libor Kodad   | Jaroslav Sauer | 31. ledna 2023     | 1,104                |
| 85           | 42        | Nehoda není náhoda            | Libor Kodad   | René Decastelo | 2. února 2023      | 1,012                |
| 86           | 43        | Vzpoura v zoo                 | Libor Kodad   | Jaroslav Sauer | 7. února 2023      | 1,067                |
| 87           | 44        | Vylíhli se!                   | Libor Kodad   | René Decastelo | 9. února 2023      | 1,016                |
| 88           | 45        | Trest pro Alberta             | Libor Kodad   | Jaroslav Sauer | 14. února 2023     | 1,077                |
| 89           | 46        | Pokušení!                     | Libor Kodad   | René Decastelo | 16. února 2023     | 1,048                |
| 90           | 47        | Žárlivost třikrát jinak       | Libor Kodad   | Jaroslav Sauer | 21. února 2023     | vysíláno             |
| 91           | 48        | Celý den spolu?               | Libor Kodad   | René Decastelo | 23. února 2023     | vysíláno             |
| 92           | 49        | Když plány nevycházejí        | Libor Kodad   | Jaroslav Sauer | 28. února 2023     | vysíláno             |
| 93           | 50        | Jak zamilovat Charlieho       | Jiří Chlumský | René Decastelo | 2. března 2023     | vysíláno             |
| 94           | 51        | Studená sprcha                | Jiří Chlumský | Jaroslav Sauer | 7. března 2023     | vysíláno             |
| 95           | 52        | Je to Adamovo?                | Jiří Chlumský | René Decastelo | 9. března 2023     | vysíláno             |
| 96           | 53        | Stará láska nerezaví          | Jiří Chlumský | Jaroslav Sauer | 14. března 2023    | vysíláno             |
| 97           | 54        | Konec všech nadějí            | Jiří Chlumský | René Decastelo | 16. března 2023    | vysíláno             |
| 98           | 55        | Všechny podoby lásky          | Jiří Chlumský | Jaroslav Sauer | 21. března 2023    | vysíláno             |
| 99           | 56        | Konec jedné lásky?            | Libor Kodad   | René Decastelo | 23. března 2023    | vysíláno             |
| 100          | 57        | Dej mi pusu!                  | Libor Kodad   | Jaroslav Sauer | 28. března 2023    | vysíláno             |
| 101          | 58        | Problémy se spaním            | Libor Kodad   | René Decastelo | 30. března 2023    | vysíláno             |
| 102          | 59        | Čas dobrých skutků            | Libor Kodad   | Jaroslav Sauer | 4. dubna 2023      | vysíláno             |
| 103          | 60        | Pohled do budoucnosti         | Jiří Chlumský | René Decastelo | 11. dubna 2023     | vysíláno             |
| 104          | 61        | Haďákovo přiznání             | Jiří Chlumský | Jaroslav Sauer | 13. dubna 2023     | vysíláno             |
| 105          | 62        | Oslava se nekoná              | Jiří Chlumský | René Decastelo | 18. dubna 2023     | vysíláno             |
| 106          | 63        | Nové začátky                  | Jiří Chlumský | Jaroslav Sauer | 20. dubna 2023     | vysíláno             |
| 107          | 64        | Hodně zajíců, myslivcova smrt | Jiří Chlumský | René Decastelo | 25. dubna 2023     | vysíláno             |
| 108          | 65        | Kdo koho miluje?              | Jiří Chlumský | Jaroslav Sauer | 27. dubna 2023     | vysíláno             |
| 109          | 66        | Válka s Ovčíkem               | Jiří Chlumský | René Decastelo | 2. května 2023     | vysíláno             |
| 110          | 67        | Nečekaná rána                 | Jiří Chlumský | Jaroslav Sauer | 4. května 2023     | vysíláno             |
| 111          | 68        | Chystá šílenou pomstu?        | Libor Kodad   | René Decastelo | 9. května 2023     | vysíláno             |
| 112          | 69        | Albertova past                | Libor Kodad   | Jaroslav Sauer | 11. května 2023    | vysíláno             |
| 113          | 70        | Kdo ukradl Haďáka?            | Libor Kodad   | René Decastelo | 16. května 2023    | vysíláno             |
| 114          | 71        | Problémy z Drážďan            | Libor Kodad   | Jaroslav Sauer | 18. května 2023    | vysíláno             |
| 115          | 72        | Ze žebříku se nepadá          | Libor Kodad   | René Decastelo | 23. května 2023    | vysíláno             |
| 116          | 73        | Společné bydlení              | Libor Kodad   | Jaroslav Sauer | 25. května 2023    | vysíláno             |
| 117          | 74        | Proč Filip nechce Viky?       | Libor Kodad   | René Decastelo | 30. května 2023    | vysíláno             |
| 118          | 75        | Žárlivé ženy                  | Libor Kodad   | Jaroslav Sauer | 1. června 2023     | vysíláno             |
| 119          | 76        | Krysy šíří smrt               | Jiří Chlumský | René Decastelo | 6. června 2023     | vysíláno             |
| 120          | 77        | Noční tajemství               | Jiří Chlumský | Jaroslav Sauer | 8. června 2023     | vysíláno             |
| 121          | 78        | Pidipanák na cesty            | Jiří Chlumský | René Decastelo | 13. června 2023    | vysíláno             |
| 122          | 79        | Ideální dvojice               | Jiří Chlumský | Jaroslav Sauer | 15. června 2023    | vysíláno             |
| 123          | 80        | Tsunami                       | Jiří Chlumský | René Decastelo | 20. června 2023    | vysíláno             |
| 124          | 81        | Muzikantské srdce             | Jiří Chlumský | Jaroslav Sauer | 22. června 2023    | vysíláno             |
| 125          | 82        | Parkour, nebo život           | Jiří Chlumský | René Decastelo | 27. června 2023    | vysíláno             |
| 126          | 83        | Haďákovo zklamání             | Jiří Chlumský | Jaroslav Sauer | 29. června 2023    | vysíláno             |

### Třetí řada (2023–2024)
| Č. v seriálu | Č. v řadě | Původní název               | Režie         | Scénář         | Datum premiéry     | Sledovanost (v mil.) |
| ------------ | --------- | --------------------------- | ------------- | -------------- | ------------------ | -------------------- |
| 127          | 1         | O rok zpátky                | Libor Kodad   | René Decastelo | 29. srpna 2023     | 0,807                |
| 128          | 2         | Čeho se vzdát               | Libor Kodad   | Jaroslav Sauer | 31. srpna 2023     | 0,725                |
| 129          | 3         | Lacinej chlast              | Libor Kodad   | René Decastelo | 5. září 2023       | 0,886                |
| 130          | 4         | Samá překvapení             | Libor Kodad   | Jaroslav Sauer | 7. září 2023       | 0,707                |
| 131          | 5         | Jak získat důvěru?          | Libor Kodad   | René Decastelo | 12. září 2023      | 0,818                |
| 132          | 6         | Zklamání i naděje           | Libor Kodad   | Jaroslav Sauer | 14. září 2023      | 0,843                |
| 133          | 7         | Liga spravedlivých          | Libor Kodad   | René Decastelo | 19. září 2023      | 0,810                |
| 134          | 8         | Důvody k oslavě             | Libor Kodad   | Jaroslav Sauer | 21. září 2023      | 0,838                |
| 135          | 9         | Pozorná Viky                | Jiří Chlumský | René Decastelo | 26. září 2023      | 0,780                |
| 136          | 10        | Jak se boří sen             | Jiří Chlumský | Jaroslav Sauer | 28. září 2023      | 0,751                |
| 137          | 11        | Konec Ligy spravedlivých    | Jiří Chlumský | René Decastelo | 3. října 2023      | 0,881                |
| 138          | 12        | Hlavně se nevzdávat         | Jiří Chlumský | Jaroslav Sauer | 5. října 2023      | 0,812                |
| 139          | 13        | Nekrmte zvířata             | Jiří Chlumský | René Decastelo | 10. října 2023     | 0,815                |
| 140          | 14        | Láska si cestu najde        | Jiří Chlumský | Jaroslav Sauer | 12. října 2023     | 0,808                |
| 141          | 15        | Test důvěry                 | Jiří Chlumský | René Decastelo | 17. října 2023     | 0,826                |
| 142          | 16        | Drama v podzemí             | Jiří Chlumský | Jaroslav Sauer | 19. října 2023     | 0,830                |
| 143          | 17        | Všechno se v dobré obrací   | Libor Kodad   | René Decastelo | 24. října 2023     | 0,854                |
| 144          | 18        | Rychlá rozhodnutí           | Libor Kodad   | Jaroslav Sauer | 26. října 2023     | 0,778                |
| 145          | 19        | Spor o Dominiku             | Libor Kodad   | René Decastelo | 31. října 2023     | 0,872                |
| 146          | 20        | Nápadníci pro Alici         | Libor Kodad   | Jaroslav Sauer | 2. listopadu 2023  | 0,809                |
| 147          | 21        | Eduard žije                 | Libor Kodad   | René Decastelo | 7. listopadu 2023  | 0,849                |
| 148          | 22        | Tajemství jedné noci        | Libor Kodad   | Jaroslav Sauer | 9. listopadu 2023  | 0,797                |
| 149          | 23        | První stopa mrtvého muže    | Lukáš Buchar  | René Decastelo | 14. listopadu 2023 | 0,872                |
| 150          | 24        | Čas na pravdu               | Lukáš Buchar  | Jaroslav Sauer | 16. listopadu 2023 | 0,860                |
| 151          | 25        | Komu vyhovují hádky?        | Lukáš Buchar  | René Decastelo | 21. listopadu 2023 | 0,849                |
| 152          | 26        | Romantika ve dvou           | Lukáš Buchar  | Jaroslav Sauer | 23. listopadu 2023 | 0,866                |
| 153          | 27        | Bitva o lízátka             | Lukáš Buchar  | René Decastelo | 28. listopadu 2023 | 0,880                |
| 154          | 28        | Radostná novina             | Lukáš Buchar  | Jaroslav Sauer | 30. listopadu 2023 | 0,806                |
| 155          | 29        | Děti ze stanice ZOO         | Lukáš Buchar  | René Decastelo | 5. prosince 2023   | 0,873                |
| 156          | 30        | Tři mušketýrky              | Lukáš Buchar  | Jaroslav Sauer | 7. prosince 2023   | 0,855                |
| 157          | 31        | Všechno se dá vyřešit       | Jiří Chlumský | René Decastelo | 12. prosince 2023  | 0,843                |
| 158          | 32        | Dívka z dobré rodiny        | Jiří Chlumský | Jaroslav Sauer | 14. prosince 2023  | 0,759                |
| 159          | 33        | Rozvodové tanečky           | Jiří Chlumský | René Decastelo | 19. prosince 2023  | 0,860                |
| 160          | 34        | Drahá škola                 | Jiří Chlumský | Jaroslav Sauer | 21. prosince 2023  | 0,816                |
| 161          | 35        | Motivátorka a koučka        | Jiří Chlumský | René Decastelo | 2. ledna 2024      | 0,831                |
| 162          | 36        | Nech brouky žít             | Jiří Chlumský | Jaroslav Sauer | 4. ledna 2024      | 0,858                |
| 163          | 37        | Filipovy problémy           | Jiří Chlumský | René Decastelo | 9. ledna 2024      | 0,830                |
| 164          | 38        | Nové obchody                | Jiří Chlumský | Jaroslav Sauer | 11. ledna 2024     | 0,849                |
| 165          | 39        | Hnůj a bobky                | Jiří Chlumský | René Decastelo | 16. ledna 2024     | 0,834                |
| 166          | 40        | Ve slepé uličce             | Jiří Chlumský | Jaroslav Sauer | 18. ledna 2024     | 0,847                |
| 167          | 41        | Ještěrka marocká            | Jiří Chlumský | René Decastelo | 23. ledna 2024     | 0,794                |
| 168          | 42        | Další odloučení             | Jiří Chlumský | Jaroslav Sauer | 25. ledna 2024     | 0,766                |
| 169          | 43        | Jedovatý had                | Jiří Chlumský | René Decastelo | 30. ledna 2024     | 0,806                |
| 170          | 44        | Co odnesla voda             | Jiří Chlumský | Jaroslav Sauer | 1. února 2024      | 0,854                |
| 171          | 45        | Pivoňka v pasti             | Jiří Chlumský | René Decastelo | 6. února 2024      | 0,839                |
| 172          | 46        | Nové okolnosti              | Jiří Chlumský | Jaroslav Sauer | 8. února 2024      | 0,828                |
| 173          | 47        | Rozchod?                    | Jiří Chlumský | René Decastelo | 13. února 2024     | 0,798                |
| 174          | 48        | Jak napravit vztah          | Jiří Chlumský | Jaroslav Sauer | 15. února 2024     | 0,777                |
| 175          | 49        | Velká neznamená dobrá       | Jiří Chlumský | René Decastelo | 20. února 2024     | 0,789                |
| 176          | 50        | Prostě Albert               | Jiří Chlumský | Jaroslav Sauer | 22. února 2024     | 0,819                |
| 177          | 51        | Obviněná z vraždy           | Jiří Chlumský | René Decastelo | 27. února 2024     | 0,842                |
| 178          | 52        | Přátelská pomoc             | Jiří Chlumský | Jaroslav Sauer | 29. února 2024     | 0,826                |
| 179          | 53        | Lovec v zoo                 | Libor Kodad   | René Decastelo | 5. března 2024     | 0,802                |
| 180          | 54        | Adam a Bobby                | Libor Kodad   | Jaroslav Sauer | 7. března 2024     | 0,789                |
| 181          | 55        | Záchrana života             | Libor Kodad   | René Decastelo | 12. března 2024    | 0,831                |
| 182          | 56        | Já jsem tvůj otec!          | Libor Kodad   | Jaroslav Sauer | 14. března 2024    | 0,788                |
| 183          | 57        | Svědomí si nekoupíš         | Libor Kodad   | René Decastelo | 19. března 2024    | 0,808                |
| 184          | 58        | Nejvyšší nabídka            | Libor Kodad   | Jaroslav Sauer | 21. března 2024    | 0,819                |
| 185          | 59        | Zatěžkávací zkouška         | Jiří Chlumský | René Decastelo | 26. března 2024    | 0,747                |
| 186          | 60        | Nepochybujte o Viky         | Jiří Chlumský | Jaroslav Sauer | 28. března 2024    | 0,762                |
| 187          | 61        | Pomsta na Haďákovi          | Jiří Chlumský | René Decastelo | 2. dubna 2024      | 0,843                |
| 188          | 62        | Rychlé svatby               | Jiří Chlumský | Jaroslav Sauer | 4. dubna 2024      | 0,802                |
| 189          | 63        | Konec starých časů          | Jiří Chlumský | René Decastelo | 9. dubna 2024      | 0,812                |
| 190          | 64        | Další důvod k oslavě        | Jiří Chlumský | Jaroslav Sauer | 11. dubna 2024     | 0,786                |
| 191          | 65        | Dům na prodej               | Libor Kodad   | René Decastelo | 16. dubna 2024     | 0,825                |
| 192          | 66        | Vítěz Kamil?                | Libor Kodad   | René Decastelo | 18. dubna 2024     | 0,776                |
| 193          | 67        | Skvělej kuchař              | Libor Kodad   | René Decastelo | 23. dubna 2024     | 0,812                |
| 194          | 68        | Napadení žirafou            | Libor Kodad   | René Decastelo | 25. dubna 2024     | 0,856                |
| 195          | 69        | Pod ochranou superhrdinů    | Libor Kodad   | René Decastelo | 30. dubna 2024     | 0,676                |
| 196          | 70        | Řecké trable                | Libor Kodad   | Jaroslav Sauer | 2. května 2024     | 0,784                |
| 197          | 71        | Kdy už budu konečně rodit?  | Libor Kodad   | René Decastelo | 7. května 2024     | 0,810                |
| 198          | 72        | Tušení                      | Libor Kodad   | Jaroslav Sauer | 9. května 2024     | 0,774                |
| 199          | 73        | Pavoučí invaze              | Libor Kodad   | René Decastelo | 14. května 2024    | 0,793                |
| 200          | 74        | Tajné zbraně                | Libor Kodad   | Jaroslav Sauer | 16. května 2024    | 0,734                |
| 201          | 75        | Amputace                    | Libor Kodad   | René Decastelo | 21. května 2024    | 0,759                |
| 202          | 76        | Plán B                      | Libor Kodad   | Jaroslav Sauer | 23. května 2024    | 0,542                |
| 203          | 77        | Podrazák a parazit          | Jiří Chlumský | René Decastelo | 28. května 2024    | 0,787                |
| 204          | 78        | Děda v ohrožení             | Jiří Chlumský | Jaroslav Sauer | 30. května 2024    | 0,758                |
| 205          | 79        | Proč to nejde bez právníků? | Jiří Chlumský | René Decastelo | 4. června 2024     | 0,735                |
| 206          | 80        | Opilá pravda                | Jiří Chlumský | Jaroslav Sauer | 6. června 2024     | 0,761                |
| 207          | 81        | Zasloužený odpočinek        | Jiří Chlumský | René Decastelo | 11. června 2024    | 0,763                |
| 208          | 82        | Zbytečná upřímnost          | Jiří Chlumský | Jaroslav Sauer | 13. června 2024    | 0,712                |

### Čtvrtá řada (2024)
| Č. v seriálu | Č. v řadě | Původní název         | Režie         | Scénář         | Datum premiéry | Sledovanost (v mil.) |
| ------------ | --------- | --------------------- | ------------- | -------------- | -------------- | -------------------- |
| 209          | 1         | Kdo nechce dítě?      | Vojta Korejs  | René Decastelo | 27. srpna 2024 |                      |
| 210          | 2         | Ideální dvojice       | Vojta Korejs  | Jaroslav Sauer | 29. srpna 2024 |                      |
| 211          | 3         | Falešný happyend      | Vojta Korejs  | René Decastelo | 3. září 2024   |                      |
| 212          | 4         | Pálivé štěstí         | Vojta Korejs  | Jaroslav Sauer | 5. září 2024   |                      |
| 213          | 5         | Policista útočí!      | Vojta Korejs  | René Decastelo | 10. září 2024  |                      |
| 214          | 6         | Jed                   | Vojta Korejs  | Jaroslav Sauer | 12. září 2024  |                      |
| 215          | 7         | Budu rodit ve vězení! | Jiří Chlumský | René Decastelo | 17. září 2024  |                      |
| 216          | 8         | Svatba na míru        | Jiří Chlumský | Jaroslav Sauer | 19. září 2024  |                      |
| 217          | 9         | Mistr je mistrem!     | Jiří Chlumský | René Decastelo | 24. září 2024  |                      |
| 218          | 10        | Čas se krátí          | Jiří Chlumský | Jaroslav Sauer | 26. září 2024  |                      |
| 219          | 11        | Dárek z minulosti     | Jiří Chlumský | René Decastelo | 1. října 2024  |                      |
| 220          | 12        | Síla lásky            | Jiří Chlumský | Jaroslav Sauer | 3. října 2024  |                      |
| 221          | 13        | Správný dárek         | Libor Kodad   | René Decastelo | 8. října 2024  |                      |
| 222          | 14        | Změna je život        | Libor Kodad   | Jaroslav Sauer | 10. října 2024 |                      |
| 223          | 15        | Výběrové řízení       | Libor Kodad   | René Decastelo | 15. října 2024 |                      |
| 224          | 16        | Na poslední chvíli    | Libor Kodad   | René Decastelo | 17. října 2024 |                      |